# Heerlen Woonboulevard vasútállomás
Heerlen Woonboulevard vasútállomás vasútállomás Hollandiában, Heerlen városában.

## Vasútvonalak
Az állomást az alábbi vasútvonalak érintik:
- Heerlen–Schin op Geul-vasútvonal
- Heuvellandlijn

## Kapcsolódó állomások
A vasútállomáshoz az alábbi állomások vannak a legközelebb:
- Heerlen vasútállomás (kelet)
- Voerendaal vasútállomás (délnyugat)